# Galatro
Galatro est une commune italienne de la province de Reggio de Calabre, dans la région Calabre.

## Administration
| Période                                  | Période | Identité | Étiquette | Qualité |
| ---------------------------------------- | ------- | -------- | --------- | ------- |
|                                          |         |          |           |         |
| Les données manquantes sont à compléter. |         |          |           |         |

### Communes limitrophes
Fabrizia, Feroleto della Chiesa, Giffone, Grotteria, Laureana di Borrello, Mammola, Maropati, San Pietro di Caridà.